# 27. ceremonia wręczenia Orłów
27. ceremonia wręczenia Orłów za rok 2024, odbyła się 10 marca 2025 roku.
Polskie Nagrody Filmowe zostały wręczone w 20 kategoriach.
Do tej edycji Orłów zgłoszono 75 polskich filmów oraz ich twórców, przy czym filmy musiały trwać co najmniej 70 minut i być wyświetlane przynajmniej przez tydzień na otwartych, płatnych pokazach w okresie od 1 stycznia do 31 grudnia 2024 roku .

## Laureaci i nominacje

### Najlepszy film
- Dziewczyna z igłą, reż. Magnus von Horn
  - Biała odwaga, reż. Marcin Koszałka
  - Kulej. Dwie strony medalu, reż. Xawery Żuławski
  - Strefa interesów, reż. Jonathan Glazer
  - To nie mój film, reż. Maria Zbąska

### Najlepsza główna rola męska
- Filip Pławiak – Biała odwaga
  - Jacek Borusiński – Wróbel
  - Maciej Damięcki – Cisza nocna
  - Marcin Dorociński – Minghun
  - Tomasz Włosok – Kulej. Dwie strony medalu

### Najlepsza główna rola kobieca
- Vic Carmen Sonne – Dziewczyna z igłą
  - Sandra Drzymalska – Biała odwaga
  - Sandra Drzymalska – Simona Kossak
  - Małgorzata Hajewska-Krzysztofik – Kobieta z...
  - Michalina Olszańska – Kulej. Dwie strony medalu

### Najlepsza reżyseria
- Magnus von Horn – Dziewczyna z igłą
  - Marcin Koszałka – Biała odwaga
  - Kamila Tarabura – Rzeczy niezbędne
  - Jonathan Glazer – Strefa interesów
  - Maria Zbąska – To nie mój film

### Najlepszy scenariusz
- Magnus von Horn, Line Langebek – Dziewczyna z igłą
  - Marcin Koszałka, Łukasz M. Maciejewski – Biała odwaga
  - Rafał Lipski, Xawery Żuławski – Kulej. Dwie strony medalu
  - Grzegorz Łoszewski – Minghun
  - Jesse Eisenberg – Prawdziwy ból
  - Jonathan Glazer – Strefa interesów

### Najlepsza drugoplanowa rola męska
- Julian Świeżewski – Biała odwaga
  - Kieran Culkin – Prawdziwy ból
  - Jakub Gierszał – Biała odwaga
  - Andrzej Chyra – Kulej. Dwie strony medalu
  - Zdzisław Wardejn – Cisza nocna

### Najlepsza drugoplanowa rola kobieca
- Trine Dyrholm – Dziewczyna z igłą
  - Wiktoria Gorodeckaja – Biała odwaga
  - Małgorzata Hajewska-Krzysztofik – Rzeczy niezbędne
  - Agata Kulesza – Simona Kossak
  - Joanna Kulig – Kobieta z...

### Najlepsze zdjęcia
- Michał Dymek – Dziewczyna z igłą
  - Marcin Koszałka – Biała odwaga
  - Michał Englert – Kobieta z...
  - Kacper Fertacz – Minghun
  - Łukasz Żal – Strefa interesów

### Najlepsza muzyka
- Frederikke Hoffmeier – Dziewczyna z igłą
  - Jacek Grudzień – Biała odwaga
  - Łukasz Targosz – Diabeł
  - KSU, Eugeniusz Olejarczyk – Idź pod prąd
  - Mikołaj Trzaska – Koński ogon
  - Jan Komar, Mikołaj Majkusiak, Bartłomiej Tyciński – Kulej. Dwie strony medalu
  - Bartosz Chajdecki – Simona Kossak
  - Tomasz Gąssowski – Wróbel

### Najlepsza charakteryzacja
- Anne Cathrine Sauerberg – Dziewczyna z igłą
  - Dariusz Krysiak – Biała odwaga
  - Karolina Kordas – Czerwone maki
  - Karolina Kordas, Alina Janerka, Wanda Tatucha-Kędzierzawska – Kleks i wynalazek Filipa Golarza
  - Agnieszka Hodowana – Kulej. Dwie strony medalu
  - Pola Guźlińska – Minghun
  - Pola Guźlińska – Sami swoi. Początek

### Najlepsza scenografia
- Jagna Dobesz – Dziewczyna z igłą
  - Elwira Pluta – Biała odwaga
  - Marek Warszewski – Czerwone maki
  - Marek Zawierucha – Kobieta z…
  - Agata Adamus – Simona Kossak
  - Chris Oddy – Strefa interesów

### Najlepszy dźwięk
- Johnnie Burn, Tarn Willers – Strefa interesów
  - Michał Fojcik, Tomasz Wieczorek, Leszek Freund – Biała odwaga
  - Oskar Skriver – Dziewczyna z igłą
  - Joanna Napieralska, Mikołaj Tyrakowski – Plan Petera
  - Bartosz Putkiewicz, Artur Kuczkowski – Wrooklyn Zoo

### Najlepszy montaż
- Agnieszka Glińska  – Dziewczyna z igłą
  - Agnieszka Glińska – Biała odwaga
  - Jarosław Kamiński – Kobieta z…
  - Wojtek Włodarski – Kulej. Dwie strony medalu
  - Ireneusz Grzyb – Sezony
  - Bartosz Pietras – Wanda Rutkiewicz. Ostatnia wyprawa
  - Sebastian Mialik – Wrooklyn Zoo

### Najlepszy film dokumentalny
- Wanda Rutkiewicz. Ostatnia wyprawa, reż. Eliza Kubarska
  - 8. dzień Chamsinu, reż. Zvika Gregory Portnoy
  - Drzewa milczą, reż. Agnieszka Zwiefka
  - Gdy powieje harmattan, reż. Edyta Wróblewska
  - Las, reż. Lidia Duda

### Najlepszy filmowy serial fabularny
- Matki pingwinów, reż. Klara Kochańska-Bajon, Jagoda Szelc
  - Lady Love, reż. Bartosz Konopka
  - Idź przodem, bracie, reż. Maciej Pieprzyca
  - Rojst Millenium, reż. Jan Holoubek
  - Śleboda, reż. Michał Gazda, Bartosz Blaschke

### Najlepsze kostiumy
- Małgorzata Fudala  – Dziewczyna z igłą
  - Małgorzata Gwiazdecka, Joanna Pamuła – Biała odwaga
  - Anna Englert – Kulej. Dwie strony medalu
  - Paulina Sieniarska, Kalina Lach – Simona Kossak
  - Małgorzata Karpiuk – Strefa interesów

### Najlepszy film europejski
- Anatomia upadku, reż. Justine Triet
  -  20 dni w Mariupolu(inne języki), reż. Mstyslav Chernov(inne języki)
  -  Biedne Istoty, reż. Yorgos Lanthimos
  -  Emilia Perez, reż. Jacques Audiard
  -  Konklawe, reż. Edward Berger

### Odkrycie roku
- Maria Zbąska – reżyseria – To nie mój film
  - Gabriela Muskała – reżyseria – Błazny
  - Frederikke Hoffmeier – muzyka – Dziewczyna z igłą
  - Kamila Tarabura – reżyseria – Rzeczy niezbędne
  - Tomasz Gąssowski – reżyseria – Wróbel

### Nagroda publiczności[a][3]
- Kulej. Dwie strony medalu, reż. Xawery Żuławski
  - Biała odwaga, reż. Marcin Koszałka
  - Dziewczyna z igłą, reż. Magnus von Horn
  - Strefa interesów, reż. Jonathan Glazer
  - To nie mój film, reż. Maria Zbąska

## Osiągnięcia życia
- Allan Starski  (nagroda przyznana 5 marca 2025)